# Associazione Sportiva L'Aquila 1964-1965
Questa pagina raccoglie le informazioni riguardanti l'Associazione Sportiva L'Aquila nelle competizioni ufficiali della stagione 1964-1965.

## Rosa
| N. |                   | Ruolo | Calciatore           |
| -- | ----------------- | ----- | -------------------- |
|    | Italia (bandiera) | C     | Guido Attardi        |
|    | Italia (bandiera) | C     | Giorgio Bettini      |
|    | Italia (bandiera) |       | Bini                 |
|    | Italia (bandiera) |       | Bonari               |
|    | Italia (bandiera) | C     | Paolo Braca          |
|    | Italia (bandiera) | A     | Pietro Capuano       |
|    | Italia (bandiera) | C     | Elvio Colantoni      |
|    | Italia (bandiera) | A     | Adriano Contestabile |
|    | Italia (bandiera) | P     | Luciano Corsinovi    |
|    | Italia (bandiera) | C     | Luigi Cortuso        |
|    | Italia (bandiera) | D     | Antonio Di Base      |

| N. |                   | Ruolo | Calciatore         |
| -- | ----------------- | ----- | ------------------ |
|    | Italia (bandiera) | C     | Vincenzo Dionisi   |
|    | Italia (bandiera) | C     | Luigi Donadoni     |
|    | Italia (bandiera) | A     | Serafino Ferrari   |
|    | Italia (bandiera) | D     | Adriano Grigoletti |
|    | Italia (bandiera) | C     | Roberto Luna       |
|    | Italia (bandiera) | D     | Mario Pesce        |
|    | Italia (bandiera) | P     | Sergio Petrilli    |
|    | Italia (bandiera) | C     | Lucio Pozzar       |
|    | Italia (bandiera) | D     | Davide Savini      |
|    | Italia (bandiera) | C     | Ermenegildo Valle  |